# Federalismo in Italia

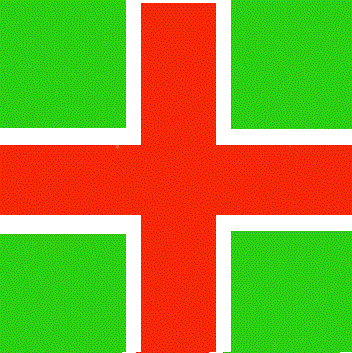
Stendardo tricolore usato dai volontari federalisti intervenuti nella prima guerra d'indipendenza italiana (1848-1849) a fianco del Regno di Sardegna contro l'Impero austriaco

Il federalismo in Italia, nel corso della storia italiana ha ispirato numerosi pensatori, esponenti, movimenti e partiti politici in contesti e con accezioni differenti. Durante il Risorgimento, numerosi pensatori e politici teorizzarono la formazione di una federazione di Stati come via all'unificazione nazionale: queste idee avevano un ventaglio di connotazioni e motivazioni diverse.
Dopo l'unificazione, idee federaliste hanno animato il dibattito politico a più riprese e per motivazioni ed obiettivi diversi. La Costituzione della Repubblica Italiana nel 1946 e riforme immediatamente successive introdussero sistemi di devoluzione in senso federale per quattro regioni a statuto speciale (che divennero cinque nel 1963).
A livello nazionale, idee federaliste animarono il dibattito politico sin dagli anni 1960, mettendo in discussione equilibri politici, culturali o amministrativi tra centro e periferia. A partire dalla fine degli anni 1990 l'Italia avviò un'importante riforma dello Stato in direzione di decentramento e devoluzione, con caratteri di federalismo fiscale ed amministrativo. Da allora, idee politiche e riforme federaliste hanno acquisito un profilo crescente nella politica nazionale.

## Storia

### Il Rinascimento

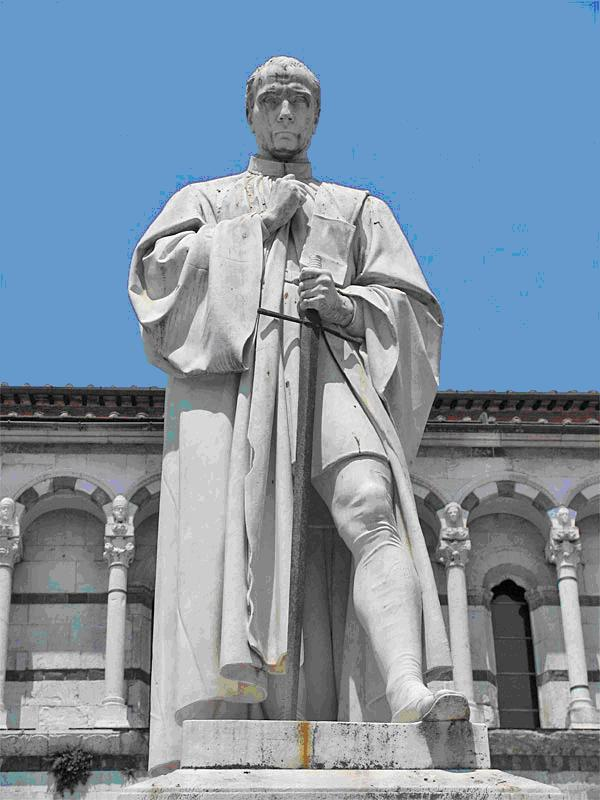
Francesco Burlamacchi

Di fronte all'avanzata degli Stati assoluti e allo strapotere delle potenze straniere, non pochi furono i politici italiani che nel Cinquecento auspicavano la creazione di una federazione di repubbliche cittadine. Il più noto esponente di tali idee fu senza dubbio il lucchese Francesco Burlamacchi, che pagò con la vita la sua lotta allo strapotere di Carlo V d'Asburgo e degli alleati Medici.

### Il Seicento e Settecento
Ancora nel XVII secolo e XVIII secolo non pochi pensatori guardavano al federalismo come alla forma più consona alla tradizione italiana (si citava a tal proposito la gloria dei comuni medievali e l'organizzazione delle città etrusche in epoca pre-romana): dal Regno delle Due Sicilie grazie a Antonio Genovesi, al Regno di Sardegna grazie a Gian Francesco Galeani Napione e a Giovanni Antonio Ranza.
Montesquieu, Alexander Hamilton, Immanuel Kant ebbero idee federaliste che si diffusero in tutta Europa e quindi anche in Italia. Il federalismo, per esempio, era ben rappresentato nel Granducato di Toscana, sia ai tempi di Pietro Leopoldo I di Toscana, che più tardi, ovvero ai tempi di Leopoldo II di Toscana), dove erano conosciute, per esempio, le idee di Hamilton (quello del principio dell'"unità nella diversità", il cui libro Il federalista fu pubblicato in Italia per la prima volta nel 1955 da Nistri-Lischi).

### L'Ottocento
Ma è con il XIX secolo che l'idea federalista vive un momento di grande favore. Ci sono autorevoli studiosi che individuano nell'idea di italianità, di nazione italiana, di Risorgimento, di autoritarismo modernizzatore dell'assolutismo illuminato, di Napoleone e dei regnanti della Restaurazione, un forte e fondante carattere federalista.
L'Ottocento è ricco di intellettuali italiani che, partendo da pensatori europei come Montesquieu, si impegnano per far risorgere l'Italia delle libertà comunali, le autonomie medievali, con il loro policentrismo culturale, la loro intraprendenza economica. Primo fra tutti nell'esprimere questi concetti fu Jean Charles Léonard Simonde de Sismondi, amico di Madame de Staël, il quale, già nel 1807 aveva pubblicato i primi volumi della sua Histoire des républiques italiennes. Tra i più importanti pensatori federalisti dell'Ottocento abbiamo Carlo Cattaneo, Giuseppe Ferrari, Vincenzo Gioberti (promotore del progetto "neoguelfo"), Pietro Calà Ulloa e Vincenzo d'Errico.

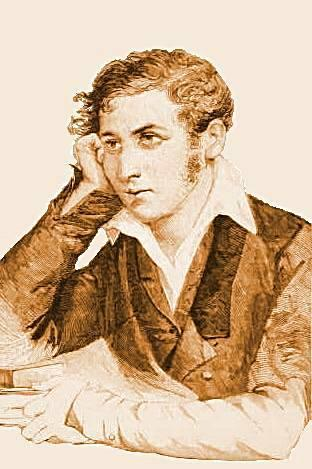
Carlo Cattaneo

Ma gli stessi concetti si trovano anche in personalità del calibro di Bettino Ricasoli, tra i "padri della patria italiana", che cercò di difendere strenuamente fino all'ultimo l'idea federalista. Lo stesso Cavour non si oppose a priori alle richieste di confederazione italica che venivano dalle corti di Napoli, Roma e Firenze e da molti intellettuali e politici del Nord Italia, sul modello di ciò che proponevano anche i monarchici francesi. Lo stesso Metternich concepiva l'Impero asburgico (comprensivo del Lombardo-Veneto), come una federazione di Stati con lingue e culture peculiari, dotati di un alto grado di autonomia (ciò si rispecchia anche in quello che avverrà nel 1867 con la nascita dell'Impero austro-ungarico), e vedeva l'Italia non austriaca come destinata a divenire una sorta di analogo della Confederazione germanica, mantenendo i regni locali come semi-autonomi, da qui la sua famosa frase, spesso distorta in senso dispregiativo come "l'Italia non è che una mera espressione geografica"; in realtà disse, nel 1847, che «la parola "Italia" è un'espressione geografica, una qualificazione che riguarda la lingua, ma che non ha il valore politico che gli sforzi degli ideologi rivoluzionari tendono ad imprimerle».
Tra i più importanti critici del federalismo figuravano invece, a sinistra (su posizioni identiche a quelle espresse dai Giacobini contro i Girondini ai tempi della Rivoluzione francese) Filippo Buonarroti, ex seguace di Robespierre, e Giuseppe Mazzini, e a destra chi nei vari Stati italiani preunitari lavorava per uno scontro, da cui sarebbe emerso un vincitore, che sarebbe stato il più forte e quello che avrebbe unificato l'Italia (questa era l'idea di molti, soprattutto nel Regno di Sardegna, dove si puntava ad allargare il dominio dei Savoia su Milano e la Lombardia).
Il federalismo fu promosso anche dal movimento "neoguelfo" capeggiato da Vincenzo Gioberti, che ebbe un momento di grande fortuna in tutta Italia tra 1846 (salita al soglio pontificio di Pio IX) e l'estate del 1848. L'idea di Gioberti era quella di creare una confederazione di Stati italiani sotto la presidenza del papa. Nella primavera del 1848 tutti gli Stati italiani sembravano convinti del progetto, che si tradusse ben presto in una lega doganale e in una guerra comune all'Impero austriaco. Poi però ci fu il ritiro del papa dalla coalizione militare e il Regno di Sardegna, che aveva più carte da giocare, ne approfittò per dare al movimento d'indipendenza una sua lettura espansionistica in ottica centralista, che è proprio l'opposto dell'idea federalista.
Esponenti neoguelfi si trovavano allora al governo sabaudo (primo ministro Gioberti), a quello del Granducato di Toscana (primo ministro Gino Capponi) e a quello del Regno delle Due Sicilie (primo ministro Carlo Troya). Nonostante le divergenze e le sconfitte militari subite dagli eserciti italiani, nell'estate del 1848 il governo provvisorio di Milano e Lombardia (guidato da Gabrio Casati) tentò il rilancio del progetto federativo. Il Regno di Sardegna vi aderì a condizione però che gli venissero concessi Lombardia, Parma e Piacenza (come annessione e non come unione): la cosa non venne accettata dal governo Casati e il sogno neoguelfo tramontò di nuovo e per sempre - nonostante Gioberti ne avesse tentato il rilancio con la sua Società nazionale per la confederazione italiana (creata a Torino nell'ottobre 1848).
Quest'ultima, riunita a congresso a Torino, pubblicò il 10 ottobre 1848 uno schema programmatico per una confederazione tra il "Regno dell'Alta Italia" (ovvero il Regno di Sardegna allargato ai ducati di Parma e di Modena, entrambi annessi nel 1848, e al Regno Lombardo-Veneto, una volta che la guerra contro l'Austria fosse andata a buon fine), il Granducato di Toscana, lo Stato Pontificio, il "Regno di Napoli" e il Regno di Sicilia. Tale schema era formato da dieci brevi articoli, in cui veniva delineato l'assetto della futura Confederazione Italiana. I punti principali prevedevano: la creazione di un esercito, flotta, tesoro, rappresentanza diplomatica e bandiera - il Tricolore - comuni (punti I e II); la creazione di un organo legislativo federale, il Congresso, composto da due camere, una con rappresentanti in numero paritario per Stato ed eletta dai singoli Parlamenti, l'altra con un numero di deputati per Stato proporzionale alla popolazione di questo ed eletta direttamente dal popolo (punto IV); il potere esecutivo affidato ad un Presidente federale eletto dal Congresso (verso cui il Presidente è responsabile) e ad un Consiglio dei Ministri nominato dal Presidente (punto V); abolizione di ogni dogana interna (punto VIII); garantite libertà di stampa e associazione, uguaglianza civile non invalidata dall'appartenenza religiosa, uguaglianza civile politica, diritto per ogni cittadino di uno Stato membro di poter ricoprire qualunque carica in un altro Stato della Confederazione, abolizione della pena di morte per i reati politici (punto X).
A rilanciare il progetto e le idee federaliste fu Carlo Cattaneo, che - partecipe degli eventi politici e militari del 1848 (fino a quel momento aveva creduto più utile lottare per avere più autonomia all'interno del Regno Lombardo-Veneto a guida absburgica) - si rese conto che il popolo italiano, facendo forza sulle proprie risorse locali (massimamente, anche per lui, espresse durante la Civiltà comunale medievale), ma ben coordinate e unite, poteva sconfiggere i grandi Stati europei. Utilizzando il pensiero di John Locke e Gian Domenico Romagnosi, Pierre-Joseph Proudhon (che auspicava il comune come centro del potere), criticò l'"unitarismo ossessivo" di Mazzini e prese la Svizzera e gli Stati Uniti d'America a modello di democrazia federale.
Una volta però represse le esperienze di autogoverno sorte nel 1848 in Europa (Vienna, Budapest, ecc.) e in Italia (Milano, Roma, Firenze, Venezia, Palermo, ecc.) ad opera dell'Impero austriaco e dell'Impero russo (che contro l'Ungheria di Kossuth, anche lui approdato ad idee federaliste, aveva inviano un'armata di ben 250.000 soldati) con il benestare delle altre potenze, non restavano molte carte al partito federalista da giocare. I particolarismi, le velleità autonomistiche erano state troppe e troppo forti per quel 1848 "mosso da poesia d'unione e passione di separamento", come ebbe a dire Giuseppe Montanelli nelle sue Memorie d'Italia (Sansoni, Firenze, 1963, p. 558).
Nei colloqui di Plombières tra Napoleone III e Cavour per preparare l'alleanza franco-sarda, si tornò a parlare di progetti confederali, nell'ambito di una generale risistemazione politica dell'Italia dopo che la guerra contro l'Austria fosse andata a buon fine. Dall'epistolario giuntoci su quei colloqui risulta che fu presa in esame la creazione di una Confederazione Italiana (o Italica), la cui presidenza (almeno onorifica) sarebbe spettata ai pontefici. Non risulta che sia mai stato preso in esame l'effettivo assetto istituzionale di tale entità politica, se cioè essa avrebbe dovuto essere una semplice unione doganale e militare (una confederazione quindi) o un vero e proprio Stato federale (come la Svizzera o la futura Confederazione Tedesca del Nord): pare comunque più probabile la prima ipotesi. Tale Confederazione avrebbe dovuto essere composta da quattro o cinque Stati, ovvero il Regno di Sardegna (che, dopo aver ceduto la Savoia e forse Nizza alla Francia, si sarebbe annesso il Lombardo-Veneto, i ducati di Modena e di Parma e le Romagne pontificie), il Regno delle Due Sicilie, lo Stato della Chiesa (ridotto a Roma e ai territori circostanti) e un progettato Regno dell'Italia Centrale o d'Etruria (composto dalla Toscana e da parte dei territori ex pontifici). In seguito all'armistizio di Villafranca e alla pace di Zurigo si continuò ancora per qualche mese, in sede diplomatica, a parlare di tale Confederazione, ma alla fine il progetto cadde definitivamente all'inizio del 1860 di fronte al trionfo dell'opzione annessionistica allo Stato sabaudo.

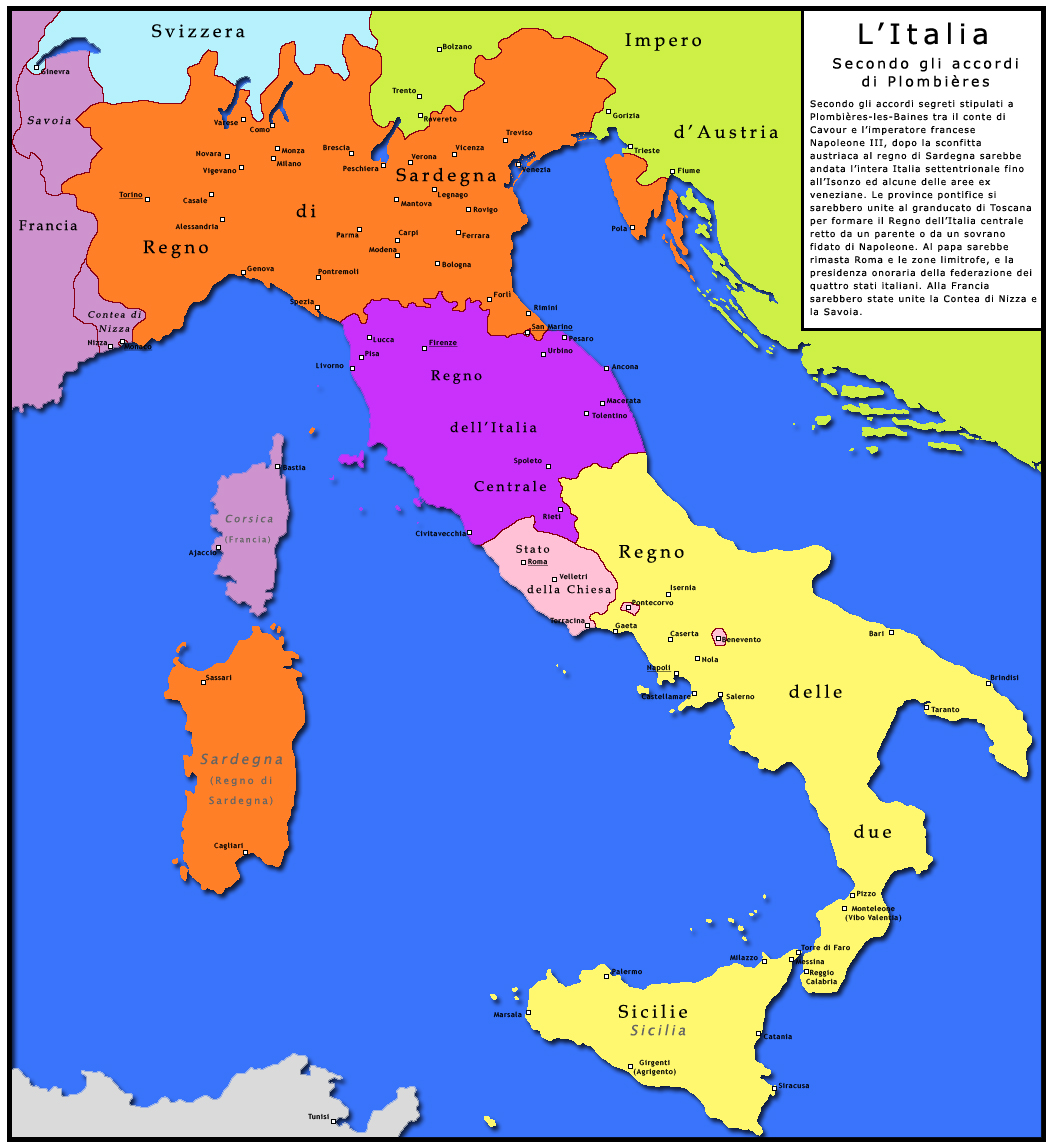
Il progetto sancito dagli accordi di Plombières (1858), mai concretizzato, di Confederazione italiana (o italica) sul modello della Confederazione germanica, formata da quattro o cinque Stati federati, della quale si sarebbe data la presidenza onoraria al papa. Esso riprendeva sia le idee di Gioberti che quelle di Metternich, ma sottraendo all'Austria il Lombardo-Veneto

Fu per molti una grande sconfitta vedere concretizzarsi il sogno politico risorgimentale in un'Italia centralistica e decisamente non federale. Invece che all'insegna del motto unità nella diversità, da molti auspicato, l'Italia sabauda fu governata all'insegna del conservatorismo, dell'autoritarismo e del rigido centralismo di stampo francese. Tra i fatti più vistosi in questo senso segnaliamo l'estensione a tutte le terre degli ex-Stati preunitari annessi delle normative e della legislazione piemontese.

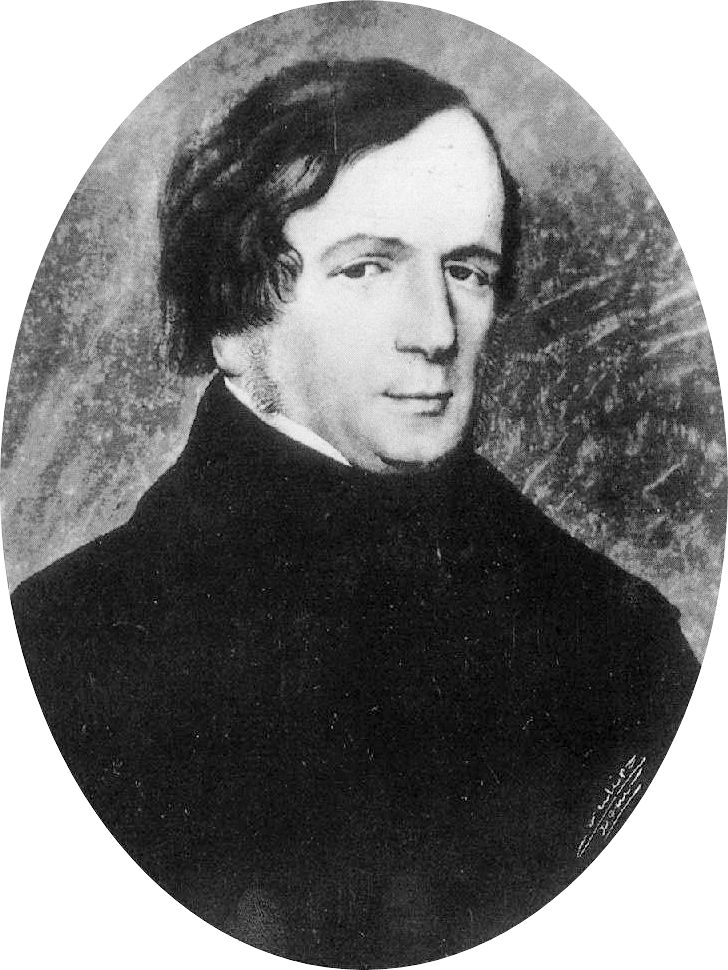
Vincenzo Gioberti

Nel 1860, comunque, a Napoli si riaccesero per un attimo le speranze dei federalisti, quando, poco dopo l'impresa dei Mille, alla "corte" di Giuseppe Garibaldi accorse Cattaneo per chiedere con forza la concessione del suffragio e la riunione di un'assemblea costituzionale a cui far decidere i modi di unione del Sud al Regno di Sardegna e l'assetto istituzionale del nuovo Stato, che mutò nome in "Regno d'Italia" (17 marzo 1861). In quel frangente sembra che addirittura Mazzini si fosse avvicinato a Cattaneo su posizioni federaliste. Ma anche quelle speranze si spensero presto. Non è quindi un caso che molti patrioti italiani di idee federaliste dopo il 1860 entrarono nelle file di quello che è stato definito il partito antiunitario, all'interno del quale però militavano personalità di orientamento assai diverso, dai conservatori, reazionari, ai socialisti, agli anarchici che di lì a poco fonderanno la Federazione italiana dell'Associazione internazionale dei lavoratori (ispirata a Bakunin).
Il nuovo Stato vedeva anche la pur minima concessione di autogoverno come un pericolo e una caduta di immagine. Così, nonostante le numerose promesse fatte agli autonomisti moderati siciliani, lombardi, toscani (dallo stesso Cavour, fin dagli accordi di Plombières), i numerosi progetti di decentramento amministrativo (proposto da Luigi Carlo Farini e Marco Minghetti nel 1860, Stefano Jacini nel 1870) lo Stato unitario si mantenne fino agli anni settanta del XX secolo fortemente centralizzato (nel 1970 furono infatti rese operative le regioni italiane).

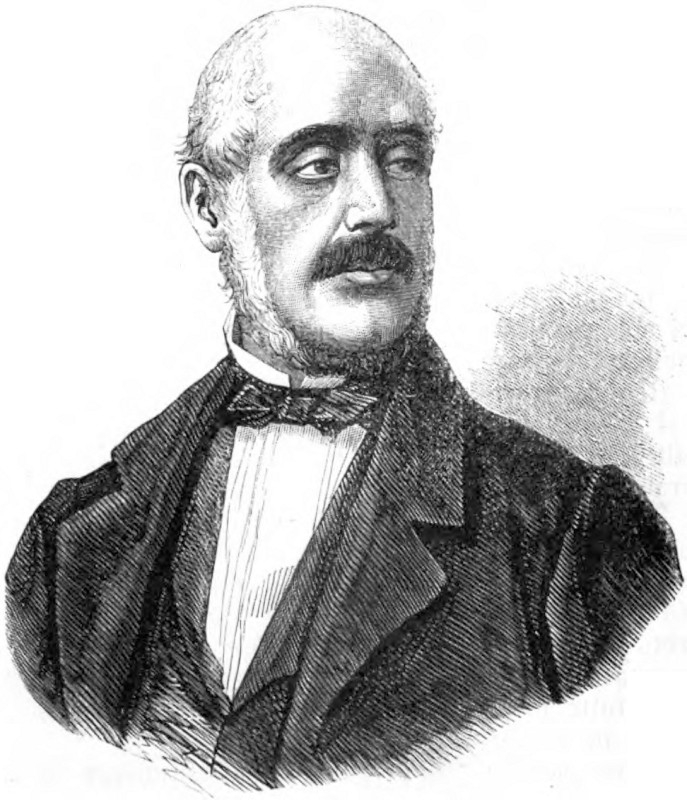
Giuseppe Ferrari

L'apice del centralismo del Regno d'Italia si ebbe durante il regime fascista, durante il quale furono soppresse molte autonomie locali (comuni e province ebbero vertici politici di nomina governativa, con la soppressione dei consigli comunali, delle giunte comunali e della carica di sindaco, che fu sostituito da quella di podestà).
Non mancarono, in precedenza, fervide opposizioni e resistenze nei confronti dell'appena proclamato Regno d'Italia, a partire da Cattaneo, Ferrari e altri federalisti. L'azione del partito federalista-autonomista fu però di scarso rilievo, prima a causa soprattutto della pregiudiziale antimonarchica e poi a causa della generale resistenza alle idee dell´autonomia, sia nelle file dei governi che dei nuovi movimenti politici sorti alla fine del XIX secolo.
Tra gli oppositori del federalismo e dell´autonomismo troviamo ex autonomisti come Francesco Crispi e più avanti Giovanni Giolitti e Filippo Turati. Invece, tra gli esponenti del federalismo citiamo Arcangelo Ghisleri, Ettore Ciccotti, socialista attivo tra 1898 e 1904 (che sostenne la necessità di organizzare il Paese sul modello della Svizzera), Gaetano Salvemini, repubblicano federalista, poi militante del Partito Socialista Italiano (dal quale uscì in contrasto con Turati, accusato di aver preferito dare priorità all'"aristocrazia operaia" del Nord, per fondare il giornale federalista L'Unità).
Paradossalmente con l'italianizzazione della società, prima frammentata nelle varie peculiarità regionali, aumentò anche l'antistatalismo, il bisogno di autonomia, di maggior rappresentanza per le istanze locali, quelle provenienti "dal basso".

### Il primo Novecento

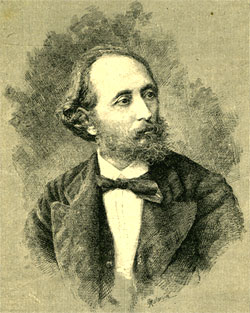
Alberto Mario

Tra la fine del XIX secolo e gli inizi del XX secolo ci fu una ripresa delle idee autonomiste e federaliste ad opera della Rivista repubblicana, diretta da Alberto Mario, di una parte non indifferente del Partito Socialista Italiano (soprattutto ad opera di Gaetano Salvemini e del gruppo della rivista federalista L'Unità) e del nascente movimento politico cattolico (con don Sturzo). Le elezioni politiche del 1899, per esempio, si svolsero all'insegna delle tematiche localiste (soprattutto a Milano).
Con l'alzarsi dei venti di guerra e lo scoppio nel 1914 della prima guerra mondiale furono moltissime le adesioni, sia in Italia che in Europa, alle idee federaliste (vedi, per esempio, le proposte di creare una confederazione balcanica avanzata dall'Internazionale socialista nel 1908). Dopo lo scoppio della Rivoluzione russa nel 1917 però andò prevalendo anche nel movimento socialista il programma massimalista e i temi dell'autonomia e del federalismo persero credito. Si rileva la presenza significativa del partito storico di massa allora più influente in Sardegna, il Partito Sardo d'Azione guidato da Emilio Lussu, che guardava con favore al repubblicanesimo catalano e si ergeva in rappresentanza di una congerie di vedute riassunte nel nome di sardismo, e spazianti dall'autonomismo federalista di Camillo Bellieni all'indipendentismo della base militante.

### Dalla lotta antifascista ad oggi
Fu solo dopo la presa del potere da parte di gruppi politici autoritari e filo-centralisti in molti paesi europei, quali i fascisti e i nazisti, che le idee federaliste e autonomiste si imposero in tutti i partiti (eccetto i nazionalisti e i comunisti).

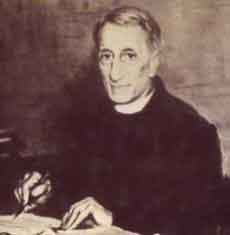
Luigi Sturzo

Fu durante la Resistenza antifascista, soprattutto quella organizzatasi dopo il 25 luglio 1943, che l'Italia vide il sorgere di importanti iniziative federaliste. Tra queste ricordiamo il Manifesto di Ventotene (del 1941), la nascita del Movimento Federalista Europeo (a Milano il 27 agosto 1943), la Dichiarazione di Chivasso (del 19 dicembre 1943), la nascita a Firenze (nell'estate del 1944) dell'Associazione Federalisti Europei e del Movimento Autonomista di Federazione Europea (MAFE) (fondato a Roma nel maggio del 1945 da Guglielmo Usellini e Veniero Spinelli).
Tutte iniziative ispirate direttamente o indirettamente da originali pensatori federalisti Silvio Trentin, Altiero Spinelli, Ernesto Rossi, Leone Ginzburg, Leo Valiani, Mario Alberto Rollier.
Nel 1945, dopo la fine della seconda guerra mondiale, l'Europa imboccò la strada delle autonomie e del federalismo, anche se non senza contraddizioni. Per esempio, in Italia, la nuova Costituzione repubblicana istituì le regioni quali enti autonomi con poteri legislativi. Molti dei protagonisti della nascita della Repubblica Italiana, primo fra tutti Alcide De Gasperi, non nascondevano le loro idee federaliste, anche se le condizioni politiche e sociali in cui versava il paese consigliarono i governanti dell'Italia ad una (eccessiva) cautela nei confronti del riassetto federale del paese.
La Guerra Fredda, il monopolio politico della Democrazia Cristiana, lo scontro ideologico, la coincidenza di vedute filo-centraliste tra Democrazia Cristiana e Partito Comunista Italiano, portarono quindi ad un ulteriore ritardo nell'applicazione di quelle seppur minime idee federaliste che molti intellettuali italiani attendevano dalla seconda metà del XVIII secolo. Le regioni a statuto ordinario, istituite nel 1948, furono infatti attivate solamente nel 1970. Quelle a statuto speciale furono essenzialmente motivate dall'intento di evitare perdite territoriali o ingerenze da parte degli Stati confinanti, soprattutto Francia (che rivendicava la Valle d'Aosta) e la Jugoslavia (che giustificava il suo intento di controllare i territori della Venezia Giulia e del Friuli orientale con la motivazione di difendere le popolazioni slavofone ivi residenti, costrette a subire un processo di italianizzazione negli anni del fascismo). Gran parte delle regioni a statuto autonomo, comunque, risentì del ritardo con cui si diede attuazione al dettato costituzionale delle regioni a statuto ordinario, in quanto le prime finirono per apparire enti anomali nel quadro dell'architettura statale presente in via di fatto, e le loro prerogative subirono nel tempo una serie di ridimensionamenti in conseguenza dell'adozione di moduli organizzativi di tipo accentrato nell'amministrazione pubblica nazionale.
Con la crescente crisi politica, culturale, economica e sociale italiana, l'implementazione del sistema delle autonomie regionali, l'allentarsi delle tensioni a livello internazionale, negli anni settanta del XX secolo le idee federaliste ripresero un certo vigore. Proposte di riarticolazione in senso federale della Repubblica giunsero trasversalmente, per esempio dal comunista e sindacalista Bruno Trentin al costituzionalista Gianfranco Miglio (per un periodo considerato l'ideologo della Lega Nord).

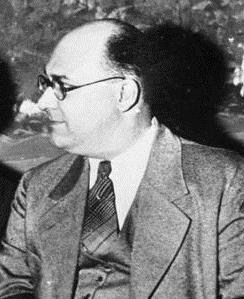
Gaetano Salvemini

Ma, tramontata, nel 1848, l'idea di un'Italia realizzata attraverso l'unione federale tra i sette stati preunitari, da allora il tema non è stato più affrontato secondo il suo significato storico, ossia come percorso politico verso un'unità statuale fra enti prima sovrani, ma piuttosto come ristrutturazione dell'impianto statale sotto il profilo politico, amministrativo e soprattutto fiscale, e nell'ottica di una responsabilizzazione dei livelli operativi regionali e locali, della trasparenza, dell'efficienza ed efficacia dell'azione pubblica.
Questa nuova visione politica ed economica vede un crescente decentramento nella gestione pubblica, in cui si vorrebbe attribuire ai singoli enti locali una maggiore autonomia nella raccolta delle imposte e nell'amministrazione delle proprie entrate e delle spese. Epicentro del dibattito è il diffuso malcontento nei confronti della gestione centralizzata delle funzioni di governo, che ha dato adito alla promozione di politiche tese al superamento del forte accentramento delle funzioni in capo allo Stato e all'affermazione dell'esigenza della decentralizzazione delle competenze a livello di governo sub-statale, ritenuti maggiormente in grado di dare risposte efficienti ed efficaci in quanto più vicini al cittadino.
Il dibattito abbraccia una serie di argomenti: il binomio federalismo centripeto-federalismo centrifugo, ovvero il dibattito tra chi vede il federalismo come una forma di organizzazione statale di tipo divisorio e chi, invece, come una forma di tipo aggregante; il federalismo nell'era della globalizzazione, dibattito che tende a stabilire se il federalismo sia o meno in grado di rispondere adeguatamente alle grandi sfide e ai soggetti della globalizzazione; "questione settentrionale" e "questione meridionale", ovvero il ruolo del federalismo rispetto al rapporto tra Nord e Sud Italia; in ultimo, i costi del federalismo, per comprendere se il sistema federalista sarebbe in grado di ridurre e razionalizzare le spese statali o, al contrario, se rappresenterebbe un aumento dei costi rispetto ai sistemi accentrati.
     Repubblica Federale del Nord
     Repubblica Federale dell'Etruria
     Repubblica Federale del Sud
     Regioni a statuto speciale

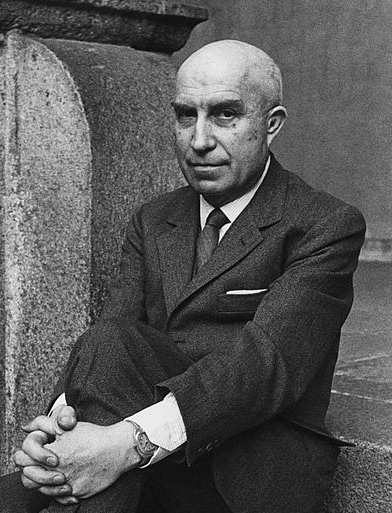
Gianfranco Miglio

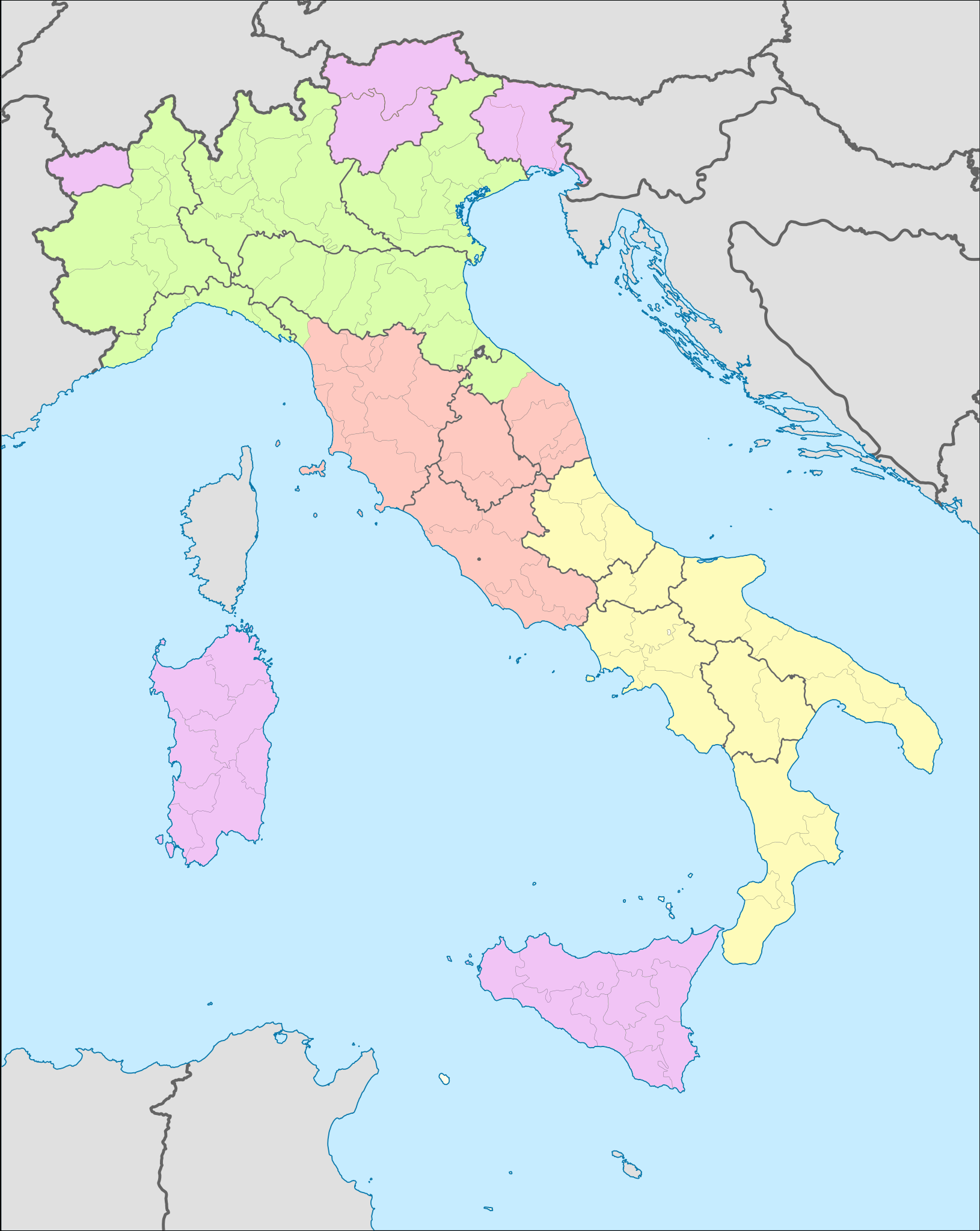
La proposta di Unione Italiana avanzata da Gianfranco Miglio nel decalogo di Assago (12 dicembre 1993):
Repubblica Federale del Nord
Repubblica Federale dell'Etruria
Repubblica Federale del Sud
Regioni a statuto speciale

Per il dibattito sul binomio federalismo centripeto-federalismo centrifugo, sarà la Lega Nord a riaccendere il dibattito attorno agli anni novanta, quando il giurista Gianfranco Miglio parlò di un'Italia non predisposta per un regime centralizzato, essendo composta da una popolazione disomogenea e non avendo né un passato unitario né un buon livello di democrazia. In occasione del meeting Federalismo e federalismo fiscale nell'Italia che cambia, tenutosi a Rimini, il 26 agosto 2010, organizzato dalla Fondazione Meeting per l'amicizia fra i popoli in collaborazione con Unioncamere, il presidente del Veneto Luca Zaia, e l'allora presidente della Lombardia, Roberto Formigoni, sottolinearono che 150 anni di unità centralista, almeno negli ultimi decenni, non avevano funzionato e che il vero nemico della crescita e dello sviluppo era proprio il centralismo.
Tra gli altri partiti italiani, il Partito Democratico - erede di esperienze di tipo federalista (come quella della proposta di Nuovo Statuto del Veneto elaborata da un gruppo di suoi esponenti veneti, tra i quali anche Massimo Cacciari, intorno all'anno 2000) - afferma di sostenere "i valori dell'autonomia e del federalismo in quanto promotori delle capacità di autorganizzazione in grado di garantire la coesione sociale e territoriale del Paese" (punto 5 del manifesto dei valori).

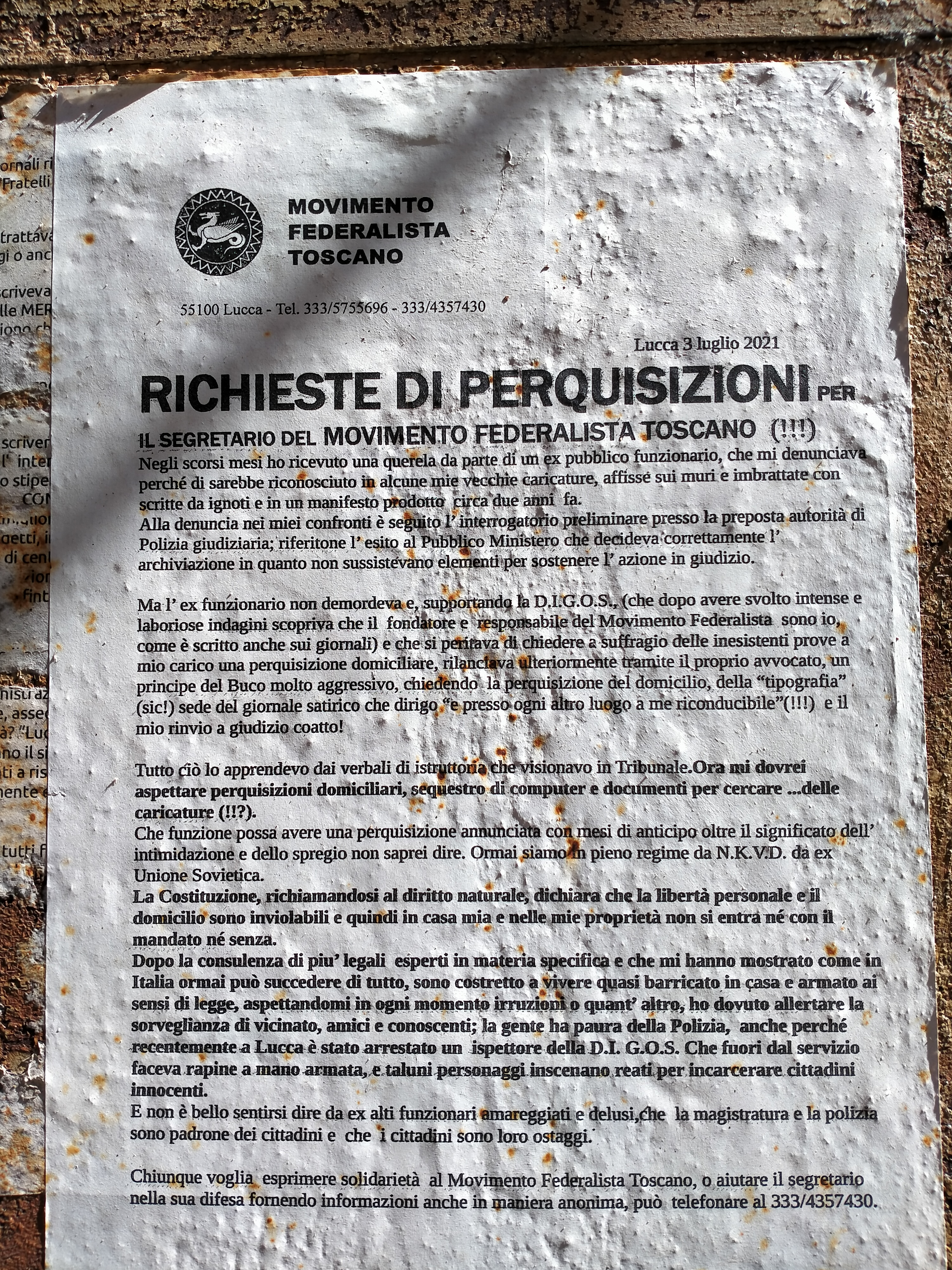
Volantino del Movimento Federalista Toscano affisso su un muro di Lucca

Di contro, c'è chi conferisce al concetto di federalismo un'accezione negativa, evidenziando quelli che sarebbero i rischi di una sfaldatura del Paese, chiamando in causa il termine "secessione". Uno dei pericoli maggiori, secondo questa tesi, risiederebbe nell'esasperazione degli egoismi locali, in favore di un federalismo che diverrebbe di natura centrifuga, che sarebbe causa di competizione tra i territori e che vedrebbe i ricchi svincolarsi dagli obblighi di solidarietà derivanti dalla comune appartenenza alla comunità nazionale. Alcuni studiosi annoverano tra gli esempi di federalismo centrifugo i casi della Catalogna e dello stesso Nord Italia.
Il federalismo, secondo i suoi detrattori, che lo definiscono anche "federalismo per disaggregazione", rappresenterebbe l'inizio di un processo di detronizzazione dello Stato che rinuncerebbe a ogni pretesa gerarchica nel sistema delle fonti per diventare una semplice parte dello stesso rango di Comuni, Province, Regioni. Alla base di questa visione del federalismo come detronizzazione dello Stato c'è la motivazione storica per la quale il federalismo si svilupperebbe solo "per aggregazione", cioè come ricomposizione paziente e delicata di società plurali attraversate da forti linee di frattura.

### Federalismo nel Risorgimento
- FEDERALISMO, in Enciclopedia Italiana, Roma, Istituto dell'Enciclopedia Italiana.
- Il federalismo, su 150anni.it.

### Federalismo nella Repubblica
- Federalismo interno, su csfederalismo.it.
- Quale federalismo per l'Italia?, su federalismi.it.
- Cos'è e a che punto è la riforma del federalismo fiscale, su openpolis.it.

### Siti in altre lingue
- Collège d’Etudes fédéralistes, su fondchanoux.org.